# The Voice Kids (Australia)
The Voice Kids es un concurso de talentos australiano emitido por Nine Network desde el 22 de junio de 2014. Los jueces y entrenadores en esta nueva versión The Voice fueron Delta Goodrem, Mel B y The Madden Brothers.

## Formato
El show es parte de la franquicia The Voice y está estructurado en tres fases: una audición a ciegas, una fase de batalla, y shows en vivo. El ganador recibe un contrato musical para realizar una grabación con Universal Music.

### Audiciones ciegas
Los entrenadores forman sus equipos, los cuales entrenarán y guiarán a lo largo de la competencia. Las sillas de los jueces se encuentran de espaldas y de frente al público durante la actuación de cada aspirante; aquellos interesados en algún artista, presionan el botón que se ubica en la silla, con el cual giran, poniéndose de frente al artista, al mismo tiempo que, se ilumina la parte inferior de la misma, en donde se lee la leyenda "Quiero tu voz". Luego de concluida la presentación, el artista ingresa directamente al equipo del entrenador que se interesó, o en caso de que más de un entrenador se haya interesado, él decide a qué equipo ingresará mediante los argumentos o criterios que cada uno de ellos le ofrezca para guiarlo en base su beneficio musical de la temporada.

### Las Batallas
En las Batallas, cada entrenador agrupa en parejas a los miembros de su equipo, para que se enfrenten en un ring y canten la misma canción mostrando así, sus mejores dotes vocales y artísticos. Al final de cada presentación, solo uno de ellos avanza a la siguiente ronda. En cada temporada, cada entrenador recibe la ayuda de mentores invitados, que le ayudan a asesorar a sus participantes para lucirse y realizar una buena actuación, aportando su punto de vista para tomar la mejor decisión en el equipo.

### Shows en vivo
En esta fase, cada participante se presenta de manera individual y 100% en vivo ante el público, realizando una actuación musical consecutiva con la finalidad de obtener la mayor cantidad de votos por parte de este. Asimismo, en la semifinal y gran final, no solo se presentarán canciones en solitario, sino que cada finalista realizará un dueto con su entrenador. La palabra y decisión final la tendrá el público, que consagrará a uno de los cuatro finalistas como La Voz Kids (Australia).

## Presentadores y Jurado

### Presentadores
| Darren McMullen |

### Backstage
| Prinnie Stevens |

### Coaches
| Temporada | Coaches | Coaches       | Coaches             | Coaches |
| --------- | ------- | ------------- | ------------------- | ------- |
| 1         | Mel B   | Delta Goodrem | The Madden Brothers |         |

Galería de coaches
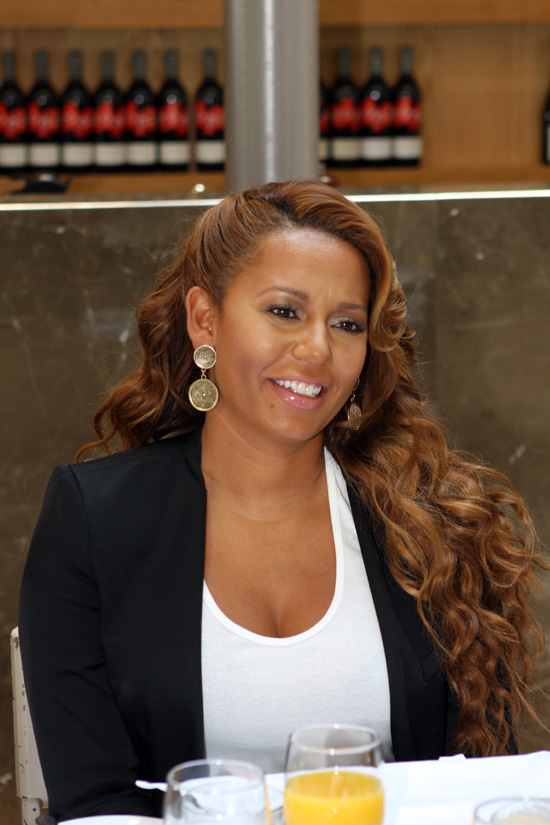
Mel B (2014)
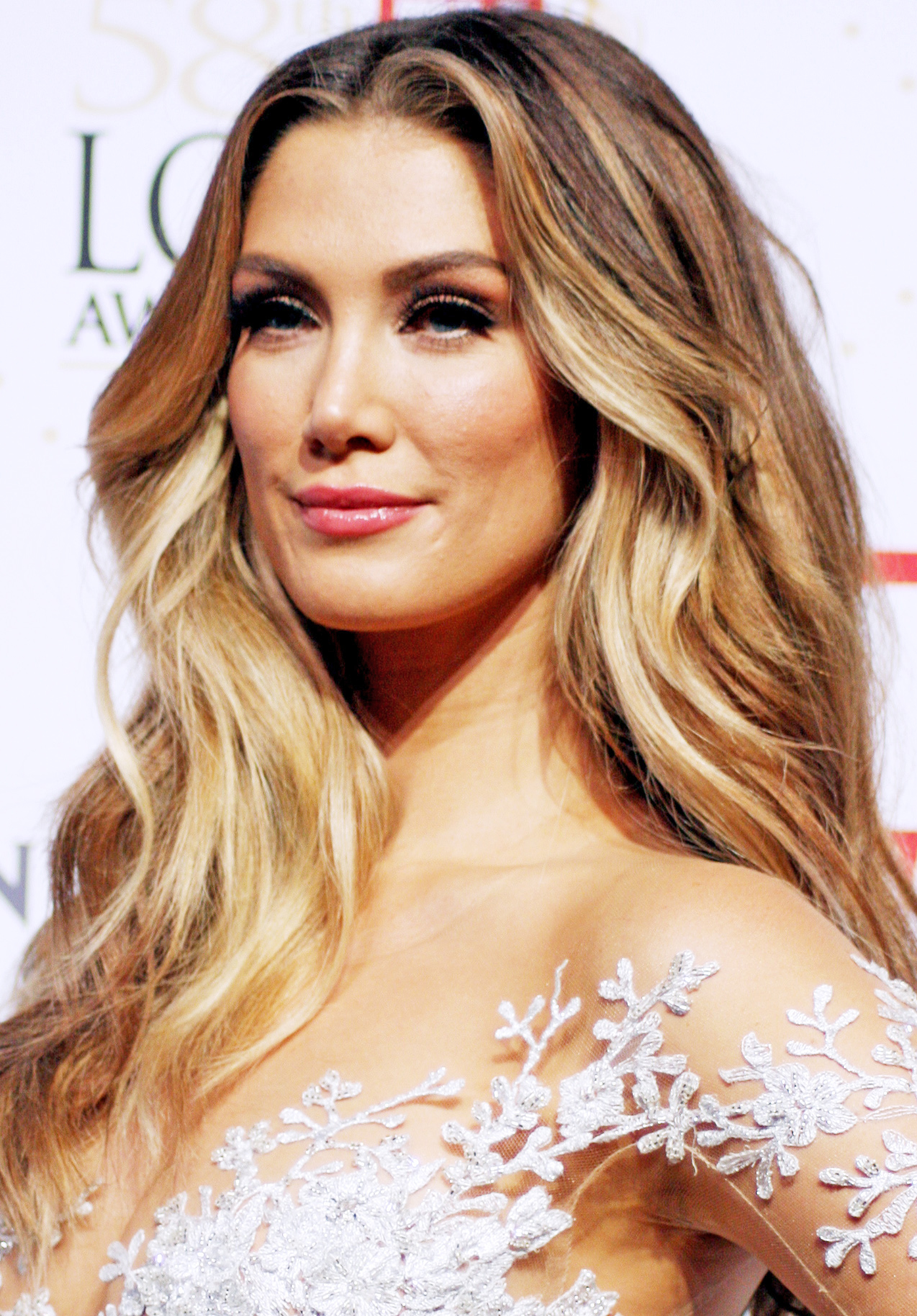
Delta Goodrem (2014)
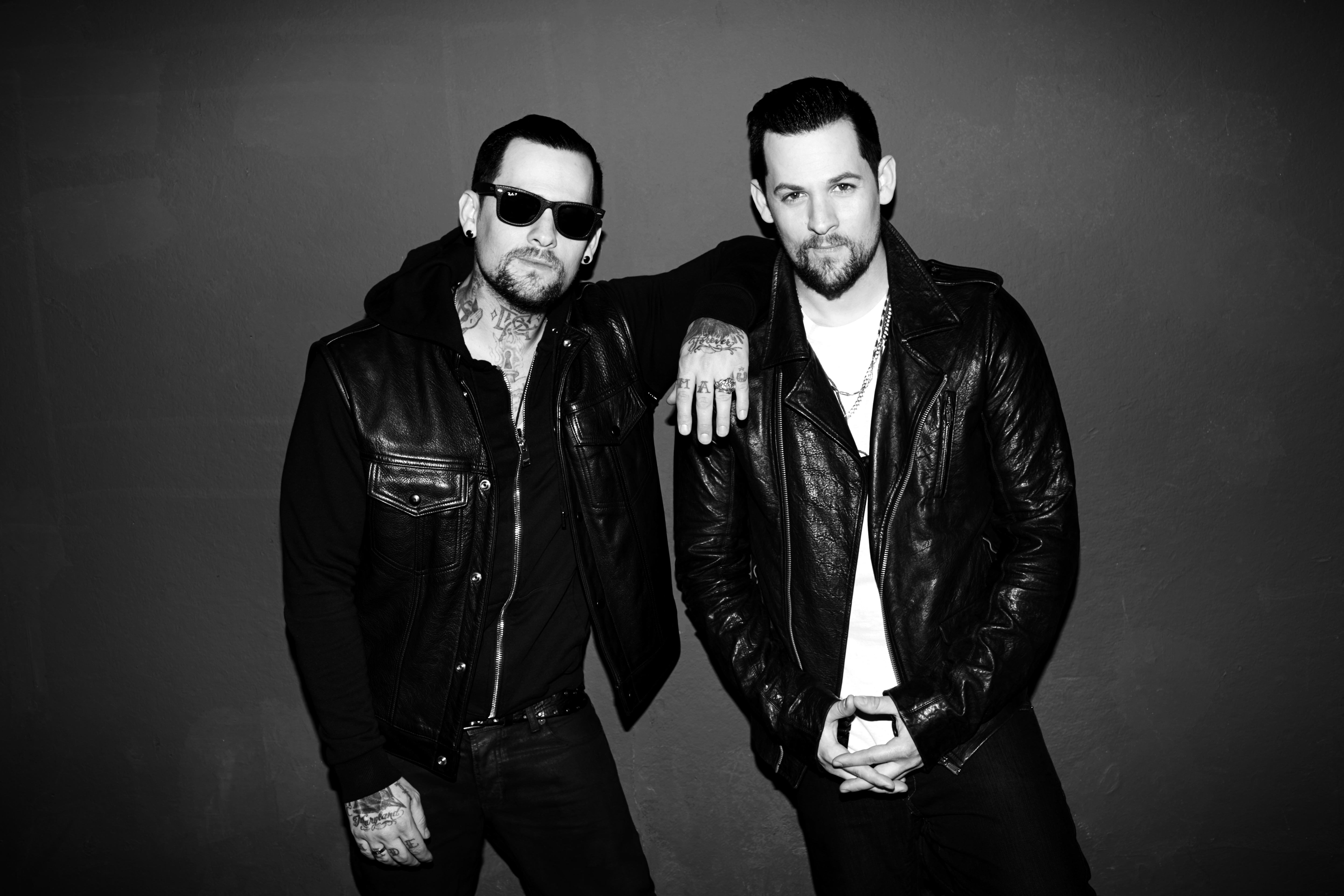
The Madden Brothers (2014)

## Resumen
- Equipo Mel
- Equipo Joel & Benji
- Equipo Delta

| Temp. | Transmisión | Ganador/a    | Segundo lugar     | Tercer lugar  | Coach ganador | Presentación    | Coaches (Orden de las sillas) | Coaches (Orden de las sillas) | Coaches (Orden de las sillas) |
| Temp. | Transmisión | Ganador/a    | Segundo lugar     | Tercer lugar  | Coach ganador | Presentación    | 1                             | 2                             | 3                             |
| ----- | ----------- | ------------ | ----------------- | ------------- | ------------- | --------------- | ----------------------------- | ----------------------------- | ----------------------------- |
| 1     | 2014        | Alexa Curtis | Maddison Milewski | Bella Yoseski | Delta Goodrem | Darren McMullen | Mel B                         | Joel & Benji                  | Delta                         |

## Temporadas

### Temporada 1 (2014)
La primera temporada se estrenó el 22 de junio y finalizó el 10 de agosto de 2014, siendo la ganadora Alexa Curtis del equipo Delta.

| Clasificación | Artistas          | Canción          | Resultado     |
| ------------- | ----------------- | ---------------- | ------------- |
| 1             | Alexa Curtis      | Hero             | Ganador       |
| 2             | Maddison Milewski | Listen           | Segundo lugar |
| 3             | Bella Yoseski     | The Voice Within | Tercer lugar  |

## Entrenadores
– Juez Ganador/Concursante. El ganador está en negrita.
     – Juez en Segundo Lugar/Concursante. Finalista aparece primero en la lista.
     – Juez en Tercer Lugar/Concursante. Finalista aparece primero en la lista.
| Temporada | Entrenadores | Entrenadores | Entrenadores | Entrenadores |
| 1         | Mel | Madden Brothers | Delta |              |
| --------- | --- | --- | --- | ------------ |
|           | - Maddison Milewski - Ruhi Lavaki - Adina Herz - April Aitken - Gemma Nha - Kayla Jo Piscopo - Chloe Marshall - Eve Erdmanis - Molly Waters - Issy Salisbury - Malia Mataele - Abigail Adriano - Belinda Jo Barichello - Molly Sneddon - Jordan Koulos | - Bella Yoseski - Chris Lanzon - Imogen Spendlove - Lenisa Di Clemente - Martha Chess-Phelps - Trinity Young - Jack Hermans - Ellie Ferguson - Georgia Hassarati - Fletcher Pilon - Sienna Perruzza - Jack Lyall - Mi-Kaisha Masella - Sebastian Coe - Reilly Underwood | - Alexa Curtis - Grace Laing - Ethan Karpathy - Harmony Lovegrove - Robbie Anderson - Olivia Swinton - Jasmine Dale - Isabella Galvez - Mira Molly - Angus Ross - Anthony & Tamara - Elina Jayamanna - Jamie Cumberlidge - Shuan Hern Lee - Ky Baldwin |              |

## Índices
| Temporada | Estreno             | Final                | Episodios | Rating del Estreno | Puesto | Rating de la Final | Puesto | Rating de la gran Final(anuncio del ganador) | Puesto |
| --------- | ------------------- | -------------------- | --------- | ------------------ | ------ | ------------------ | ------ | -------------------------------------------- | ------ |
| 1         | 22 de junio de 2014 | 10 de agosto de 2014 | 9         | 1.722              | #1     | 0.990              | #9     | 1.015                                        | #8     |

## La Voz en las redes sociales
- Sitio web oficial (enlace roto disponible en Internet Archive; véase el historial, la primera versión y la última).
- Facebook
- Twitter
- Canal Oficial de Youtube